# Meshack Franklin
Meshack Franklin (* 1772 im Surry County, Province of North Carolina; † 18. Dezember 1839 ebenda) war ein US-amerikanischer Politiker. Zwischen 1807 und 1815 vertrat er den Bundesstaat North Carolina im US-Repräsentantenhaus.

## Werdegang
Meshack Franklin war der jüngere Bruder von Gouverneur und US-Senator Jesse Franklin (1760–1823). Über sein Leben außerhalb der Politik ist wenig bekannt. Er wurde Mitglied der von Thomas Jefferson gegründeten Demokratisch-Republikanischen Partei. In den Jahren 1800 und 1801 saß er als Abgeordneter im Repräsentantenhaus von North Carolina.
Bei den Kongresswahlen des Jahres 1806 wurde er im elften Wahlbezirk von North Carolina in das US-Repräsentantenhaus in Washington, D.C. gewählt, wo er am 4. März 1807 die Nachfolge von Israel Pickens antrat. Nach drei Wiederwahlen konnte er bis zum 3. März 1815 vier Legislaturperioden im Kongress absolvieren. In diese Zeit fiel der Britisch-Amerikanische Krieg von 1812. In den Jahren 1828, 1829 und 1838 gehörte Franklin dem Senat von North Carolina an. Er starb am 18. Dezember 1839 auf seinem Anwesen im Surry County.